# 莉娜·因巴斯
莉娜·因巴斯（リナ＝インバース）為日本輕小說《秀逗魔導士》(Slayers)系列的女主角

## 構思起源
此角色原案為作者神坂一在高中時所構思的以露娜·因巴斯（ルナ＝インバース，Luna Inverse）為主角小說架構下的配角，此故事和秀逗魔導士的世界觀及設定不同，主角的十歲妹妹也就是莉娜，腦袋聰明個性卻有許多缺陷；但因當時截稿時間快來不及，所以先以莉娜為主角寫了秀逗魔導士。因為是以莉娜為主角，作者覺得十歲不太合情理，所以將年齡提高。但也因秀逗魔導士的得獎，所以莉娜就這樣維持原來十歲心智的設定變成了十五歲的主角開始進行連載。

## 角色介紹
自稱「天才美少女魔導士」，出生在瑟菲理亞（ゼフィーリア），家中經商開雜貨店。有著栗色長髮和紅色大眼，平時額頭上戴的黑色的頭帶底下有兩個黑點（傳說是魔王的封印，不過事實是插畫家在畫莉娜的時候覺得額頭太寬了，隨手加了兩點）。身高和體型都是平均值以下，但是食量驚人。她因為露娜的一句話「去看看這個世界吧」而踏上旅途。故事一開始時是15歲，而在故事的途中為16歲，之後經過了兩年約第二部結束時已經是17、18歲。外傳中和娜卡旅行時是13、4歲，而在兒童向裡被設定為12歲。是和娜卡、高里一起旅行的組合。
在魔道上是超一流的魔導士，已獲得魔導士協會頒贈顏色的稱號；劍術比普通人好，後期經過高里的訓練又更上一層。
擅長黑魔法，不過對莉娜來說，下至普遍的「火炎球」，上至人類所能使用的最強咒文「龍破斬」，大部分的攻擊魔法皆可自由的操作；會哥布林語及龍族語言，也自創了不少像正傳第一集中釣魚用的實用小魔法。
莉娜從小在露娜的訓練之下成長，雖然在莉娜心中留下許多的心靈創傷，但也造就了今日莉娜的個性。至於露娜是如何訓練莉娜的，至今仍是個謎團，只能偶爾從莉娜的口中得知。
以「壞人沒有人權」這個信念，莉娜視欺負盜賊為人生中的一大樂趣，而有了「盜賊殺手」的名號。據傳已經毀滅了數千個盜賊團；此外，在Revolution中則利用了這個設定，變成了因為莉娜過度地欺負盜賊使其瀕臨絕種而暫改成欺壓海賊。
莉娜的實力在瑟菲理亞大概在五百強內。

## 相關傳說
- 莉娜惡名昭彰，而被世人稱做「連龍看到她都會自動閃開跨過」的「龍見愁（ドラまた）」。另外也有不少其他很邪惡的稱呼：『魔王的馬桶蓋』、『被龍踩過後依然毫髮無傷』、『瘟神魔導士』、『極惡魔導士』、『真正的年齡有數百歲，可以不斷連發具有一擊就可以粉碎巨城的咒文』、『額頭上的觸角（觸手？）會伸出來捕食蒼蠅』、『口中會發射奇怪的光線將壞人一掃而光』……等等的傳聞。而且還被記載到《幾條命都不夠用的百大危險生物》一書和『最不想和他做朋友的人物十大』排行榜。

- 在莉娜第一次試射重破斬的海灣，聽說至今連一根草都還長不出來。

- 在魔導士協會有獲得顏色的稱號為粉紅色，當地魔導士協會的理由是：因為是女孩子，很適合可愛的粉紅色；所以被稱為『紅粉莉娜』。但莉娜因為回去後被姐姐恥笑，而封印這件粉紅色的稱號之服。

- 莉娜在故鄉有『絕緣莉娜』的稱呼，因為只要她一出馬，情侶馬上就會分手。

## 魔法
本身擅於借用混沌語言轉化為力量的黑魔法，也涉及一些簡易的白魔法及精靈魔法，不過並不專精；早期常研究黑魔法的知識與創造，甚至得知了一切造物主－金色魔王進而發展出來的禁忌魔法，不過研發當時並不知情。
身上共有四顆跟傑洛士買來的魔血玉護符（デモン・ブラッド タリスマン），傳聞是當時大魔導士雷恩·麥格納斯所配戴的。四顆護符共代表著四界魔王的顏色，是以魔王的血來做為魔力增幅的作用，由於相當珍貴，因此莉娜給了傑洛士幣值相當於五百萬的魔法道具。
除了魔法外，本身也會劍術，常自稱比一般人還要厲害，不過遇到高手還是會交給高里來應付。

## 其他
SFC遊戲《SLAYERS》上市時，當時的電視廣告中莉娜的聲音是由冬馬由美配音。《DotA》中有一個受到莉娜·因巴斯影響的女英雄，她在《魔獸爭霸III：寒冰霸權》中的名稱是莉娜·因巴斯，後來她在《Dota 2》中則簡稱為莉娜。

## 外部連結
- Lina Inverse at KanzakaDex, a Slayers/Lost Universe Wiki （页面存档备份，存于）
- Slayers at the Anime Web Turnpike （页面存档备份，存于）
- Inverse Lina Inverse character website